# Kreissparkasse Meiningen
Die Kreissparkasse Meiningen war die öffentlich-rechtliche Sparkasse der Stadt Meiningen und des Kreises Meiningen. 1995 fusionierte sie mit den Kreissparkassen Schmalkalden und Suhl zur Rhön-Rennsteig-Sparkasse mit Sitz in Meiningen.

## Geschichte
Die Kreissparkasse Meiningen wurde 1882 wenige Jahre nach der Gründung des Landkreises Meiningen unter Landrat Rudolf Ziller gegründet. Ihr erster Sitz war das Amtshaus in der Marienstraße. Anfangs führte sie insbesondere Konten für öffentliche und staatliche Einrichtungen wie die Meininger Garnison, die Kreisverwaltung und das Hoftheater. Privatkonten wurden zu dieser Zeit meistens bei der Stadtsparkasse Meiningen angelegt.
1922 zog die Kreissparkasse zunächst in den Rundbau des Schlosses Elisabethenburg um, ehe sie 1929 ein eigenes Gebäude in der Wettiner Straße bezog. Das Haus wird bis in die Gegenwart als ein Filialgebäude genutzt. Nach der Einkreisung der Stadt Zella-Mehlis im Jahr 1938 wurde das Geldinstitut in „Kreissparkasse Meiningen–Zella-Mehlis“ umbenannt. 1940 fusionierte die Kreissparkasse mit der Stadtsparkasse Meiningen.
Nach dem Zweiten Weltkrieg fand eine Umbenennung in „Verbandssparkasse Meiningen–Zella-Mehlis“ statt. 1952 wurde sie nach der Reorganisation des Sparkassenwesens in der DDR unter dem Namen „Kreissparkasse Meiningen“ ein öffentliches Spar- und Kreditinstitut für Privatkunden. 1963 bezog die Kreissparkasse das Gebäude der ehemaligen Deutschen Hypothekenbank, das 1992 in den Besitz der Kreissparkasse gelangte. Ab 1993 ließ sie das Haus umgestalten und sanieren. 1995 wurde die Kreissparkasse Meiningen Teil der Rhön-Rennsteig-Sparkasse.

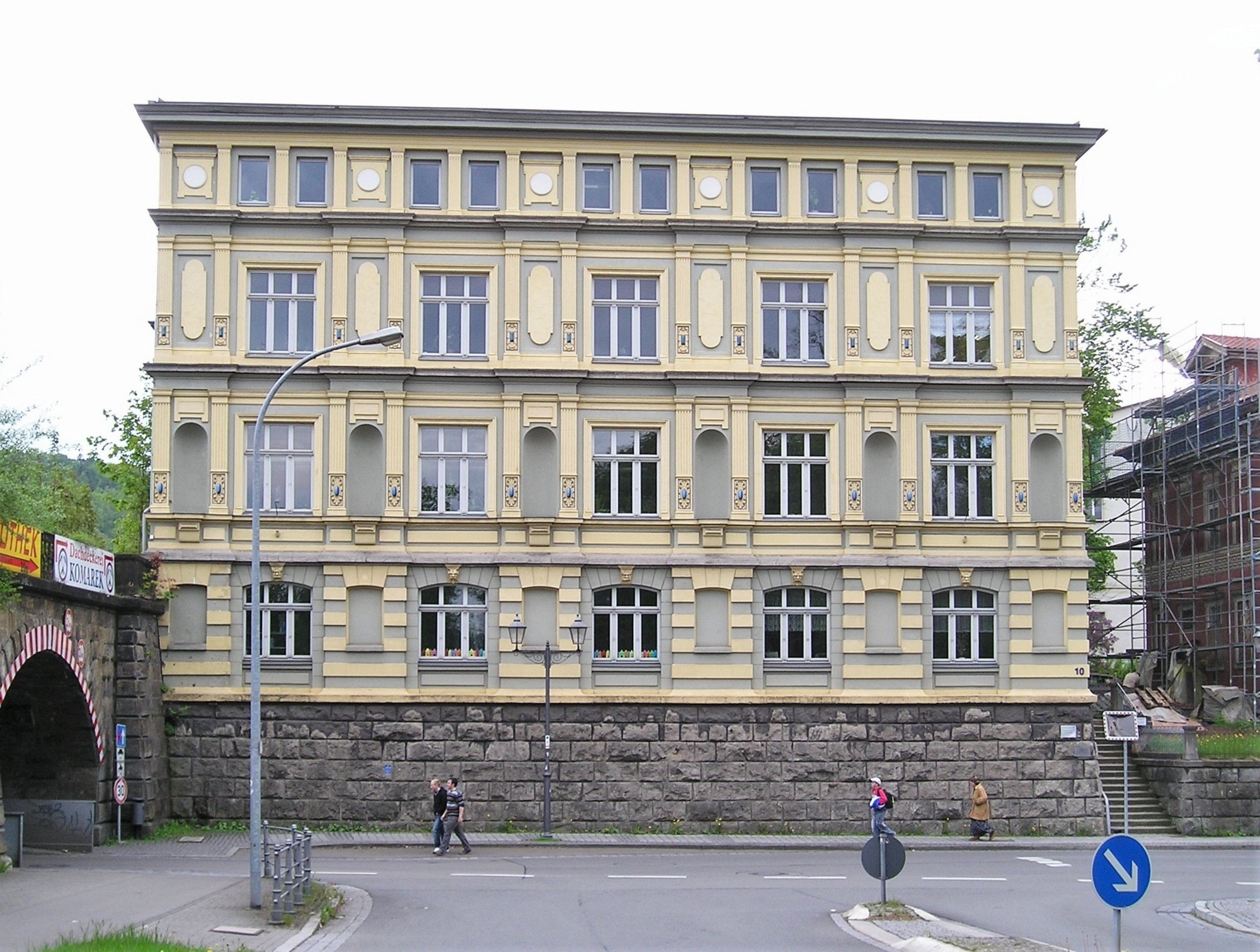
Der erste Sitz war das Amtshaus (1880–1922)
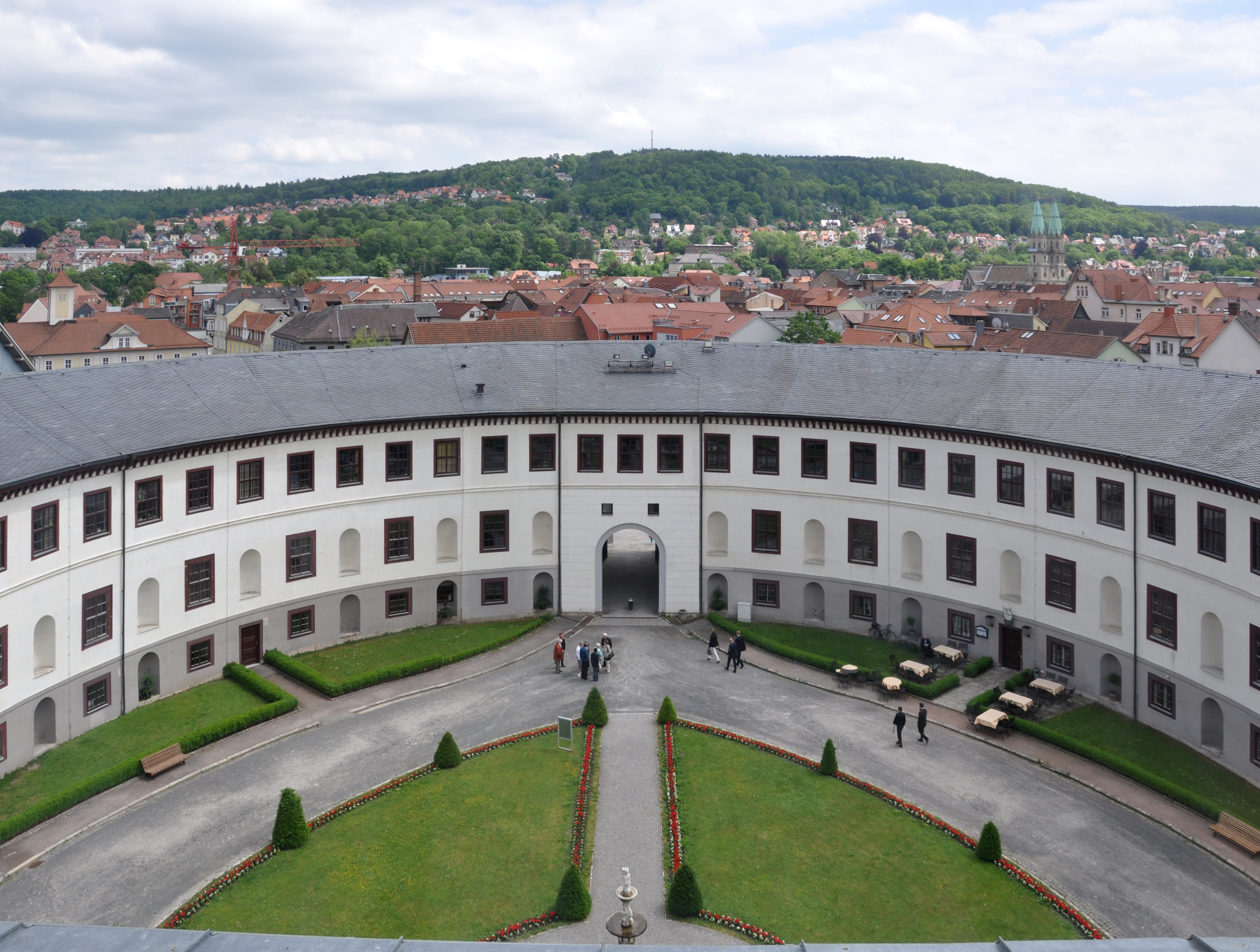
Von 1922–1929 Sitz im Schlossrundbau
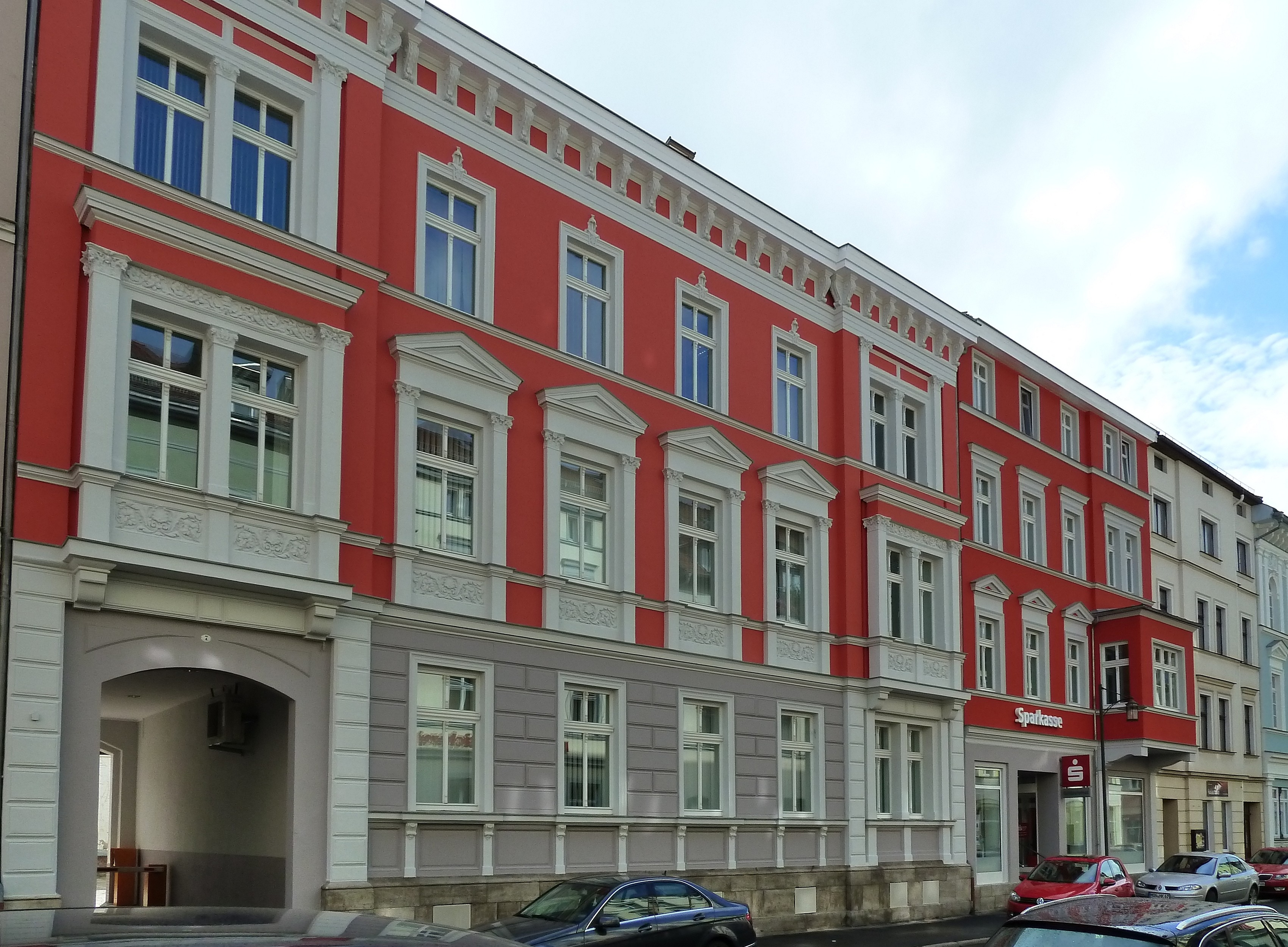
Wettiner Straße: Hauptsitz 1929–1963 Filiale 1963–1995